# 千代大海龍二

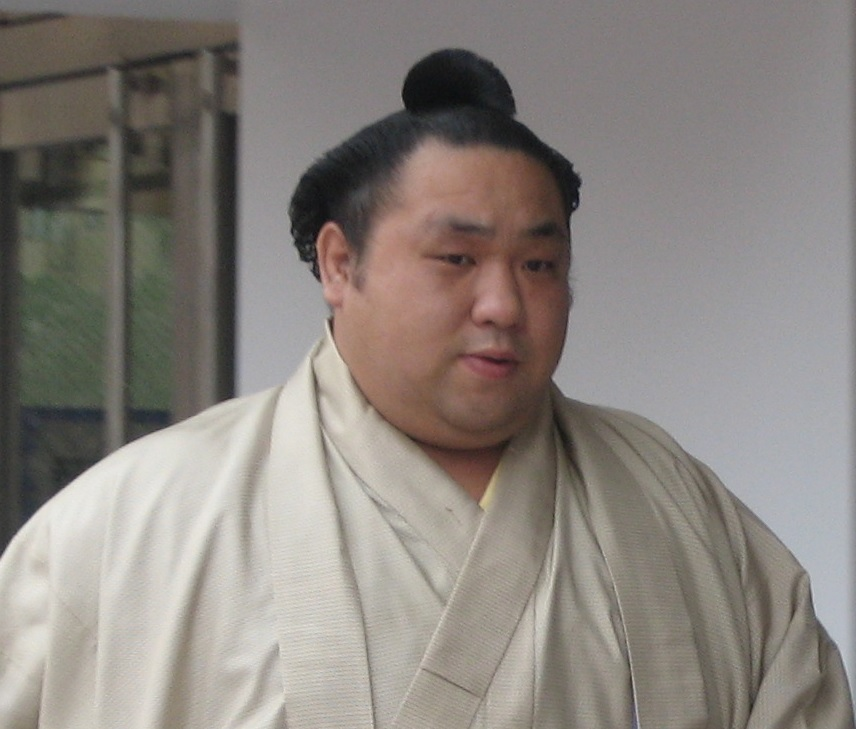

千代大海龍二（1976年4月29日—），原名須藤龍二(舊姓廣島)，日本大分縣大分市出身的前大相撲力士（出生地北海道千歳市）。身高1.81米，重158公斤，所屬的相撲部屋是九重部屋。
他在1992年開始專業相撲生涯，在1997年到達幕內級別。他最高位置是大關，保持了65個場所(1999年-2009年)。他曾得三次幕內優勝。並在其他七場比賽中獲得亞軍。然而，他還有十四次降級危機(角番)，2010年1月退休，當年33歲。他作為部屋的教練留在相撲，並在千代之富士貢去世後於2016年8月成為主教練。
根據報導，其爺爺是台灣人，故具有1/4台灣血統。

## 生涯
千代大海生於千歳市，在他父親去世後，他與家人搬到了大分縣，這里被認為是他的家鄉，並在番付表列出，當他十一歲時，他的母親再婚，嫁給當地商人。（2009年5月，千代大海最終採用了他母親的再婚配偶須藤作為他自己姓氏。）他是棒球和足球以及武術的熱情球員。他在空手道與柔道方面表現出色，他在全日本中學柔道錦標賽中獲得第三名。然而，作為一幫童黨的一員，他也陷入了打架和犯輕罪。初中畢業後，他做了一名建築工人，然後他的母親決定讓他去九重部屋學習相撲，九重親方(千代之富士貢)最初拒絕了這位新的力士，因為他曾染髮，直到他把頸髮染回黑色才允許加入。
千代大海在1992年11月獲得了他的四股名，並於1992年11月加入了專業的相撲，並於1995年7月進入十兩後成為了關取。他繼續留在十兩兩年，但在1997年3月和7月贏得兩次十兩優勝，他到達了幕內級別。1998年5月，千代大海成為小結，之後從未離開過三役級別。那年他三次獲得了技能賞。1999年1月，他贏得了他的第一個優勝(在最後兩天打敗橫綱貴乃花光司與若乃花勝)，在比賽結束後晉級大關，儘管他在第一次比賽中不得不退出(因比賽時摔斷了鼻子)，但他保持了自己的排名，直到2009年11月。2007年7月，他在大關等級打破了貴ノ花健士的在位50場所紀錄。
雖然他長期在位，但另一面是他無法晉升橫綱。在他的第一場比賽獲勝後，他在相當平庸的水平上比賽了一段時間;他的下一個巨大成功是在2002年1月的錦標賽中接近勝利者，在那裡最後一天與另一位大關栃東大裕比賽但輸了。在2002年5月獲得亞軍之後，他在下一屆名古屋場所賽中贏得了他的第二個優勝。然而，他在下一場比賽中只贏了十場比賽，並且在受傷之後，直到2003年3月他才取得了第三場也是最後一場比賽的勝利。在2003年7月，2003年9月和2004年3月獲得亞軍後，他再次掙扎到2005年11月的錦標賽，他第六次獲得亞軍。又過了幾年，2007年11月，他一直維持勝利，直到第14天他輸給了白鵬。在這場比賽中他的肘部受傷，並且在最後一天不得不默認。在2008年1月的比賽中，他仍然受到傷病的困擾，並且在輸掉了他的前七場比賽后退出了比賽。他再也沒有以兩位數的成績獲得勝利。
千代大海在2009年3月的2-13得分是他身為大關的最差紀錄，並且意味著他在5月創紀錄的第13次角番（有從大關身份降級的危險）。在最後一天比賽中取得7勝7負的戰績之後，他成功贏得了他的最後一場比賽，從而恢復了完整的大關身份。由於左側肋骨骨折疼痛和高血糖水平限制了他，他退出4月份區域巡迴演出。

## 引退
2009年9月，千代大海在前十天遭遇八次失敗後退出了比賽。除了肘部問題之外，他的左膝受傷了，並且評論道：我再沒有力量進入土俵戰鬥。他在十一月的九州場所賽中前兩場比賽獲勝但隨後連續八場失利，他從大關降級在第10天被朝青龍打敗時被證實。在失敗之後他退出了比賽，但宣布他將在1月份以關脇排名回歸，試圖贏得日本相撲協會指定的必要10次回合，這將使他重新獲得他的大關身份。他表示，如果他未能實現這一點，他將退休。
在2010年1月的比賽中連續三場失利後，千代大海宣布退出相撲。他的最後一場比賽是長期對手魁皇博之。他說:我給了自己一個最後通牒,所以我沒有任何遺憾。我只是沒有力量繼續相撲。他仍然在他的部屋裡擔任教練，他的年寄名跡是佐之山。他於2010年10月2日在兩國國技館舉行了他的斷髮式。千代之富士貢於2016年7月31日去世後不久，千代大海被確認為九重部屋的新師匠，將他的名字從佐之山改為九重。